# Darko Brguljan
Darko Brguljan, kyrillisch Дарко Бргуљан, (* 5. November 1990 in Kotor, Jugoslawien) ist ein ehemaliger montenegrinischer Wasserballspieler. Er war mit der montenegrinischen Nationalmannschaft Weltmeisterschaftszweiter 2013 und Europameisterschaftszweiter 2016.

## Karriere
Der jüngere Bruder von Draško Brguljan spielte zunächst für VK Primorac in seiner Heimatstadt Kotor. Später wechselte er nach Italien und spielte ab 2016 bei Waspo 98 Hannover, mit denen er 2018 Deutscher Meister wurde.
Darko Brguljans Karriere in der Nationalmannschaft begann erst nach den Olympischen Spielen 2012. 2013 bei den Weltmeisterschaften in Barcelona belegte die Mannschaft aus Montenegro in der Vorrunde den zweiten Platz hinter Griechenland. Mit einem 12:4 gegen Kanada im Achtelfinale und einem 9:8 gegen Serbien im Viertelfinale erreichten die Montenegriner das Halbfinale. Nach dem 10:8 gegen Italien verloren sie im Finale gegen die Ungarn mit 7:8. Darko Brguljan warf im Turnier sechs Tore, davon eins im Finale. 2014 unterlag die Mannschaft Montenegros bei der Europameisterschaft in Budapest im Halbfinale den Serben mit 9:10 und im Spiel um den dritten Platz den Italienern mit 9:11. Brguljan warf insgesamt fünf Tore. 2015 erreichten die Montenegriner den fünften Platz bei den Weltmeisterschaften in Kasan. Draško Brguljan warf insgesamt sechs Tore, Darko Brguljan erzielte elf Treffer. Anfang 2016 bei der Europameisterschaft in Belgrad besiegten die Montenegriner im Achtelfinale die Franzosen und im Viertelfinale die Italiener. Nach einem 8:5-Halbfinalsieg über Ungarn verloren sie das Finale gegen Serbien mit 8:10. Bei den Olympischen Spielen in Rio de Janeiro belegten die Montenegriner in ihrer Vorrundengruppe den vierten Platz. Im Viertelfinale besiegten sie die Ungarn im Fünfmeterschießen. Nach einer 8:12-Halbfinalniederlage gegen die Kroaten verloren die Montenegriner auch das Spiel um Bronze mit 10:12 gegen Italien. Darko Brguljan warf im Turnierverlauf 15 Tore, hinzu kam ein Treffer beim Fünfmeterschießen im Viertelfinale.